# 前104年
| 千纪： | 前1千纪 |
| 世纪： | 前3世纪 \| 前2世纪 \| 前1世纪                                                                                        |
| 年代： | 前130年代 \| 前120年代 \| 前110年代 \| 前100年代 \| 前90年代 \| 前80年代 \| 前70年代                                 |
| 年份： | 前109年 \| 前108年 \| 前107年 \| 前106年 \| 前105年 \| 前104年 \| 前103年 \| 前102年 \| 前101年 \| 前100年 \| 前99年 |
| 纪年： | 西汉太初元年 |

## 大事记
- 中国
  - 太初曆开始施行。
  - 第一次漢攻大宛之戰，汉武帝封李廣利為「貳師將軍」，率兵數萬攻貳師城取汗血馬。
  - 匈奴左大都尉欲降漢朝，漢武帝令趙破奴率二萬騎至浚稽山(今蒙古國圖音河之南)接應，左大都尉事洩被殺，趙破奴撤軍途中不幸被匈奴大軍團團包圍，全軍覆沒。
- 罗马
  - 马略第二次当选罗马执政官。

## 逝世
- 董仲舒